# Фрикционная безработица
Фрикционная безработица — это безработица, связанная с затратами времени на поиск работы.
Фрикционная безработица возникает при поиске работы после увольнения, при добровольной смене работы, при временной потере сезонной работы и при первом поиске работы молодежью. Определение отражает суть явления: рынок труда функционирует неповоротливо, не приводя количество работников и рабочих мест в мгновенное соответствие.
В периоды фактически полной занятости именно на фрикционную безработицу приходится значительная часть общей безработицы. В условиях высокой безработицы доля фрикционной безработицы крайне незначительна, за исключением тех секторов экономики, в которых наблюдается дефицит рабочей силы.